# Mendon (New York)
Pour les articles homonymes, voir Mendon (homonymie).
Mendon est une ville du comté de Monroe, dans l'État de New York, aux États-Unis,. En 2010, elle comptait une population de 9 152 habitants.

## Démographie
Lors du recensement de 2010, la ville comptait une population de 9 152 habitants.